# کنسرتو پیانو شماره ۱۰ (موتسارت)
کنسرتو پیانو شماره ۱۰ در می بمل ماژور برای دو پیانو از آثار ولفگانگ آمادئوس موتسارت است. تاریخ دقیق اتمام آن مشخص نیست، اما تحقیقات چند محقق مانند آلن تایسون نشان می‌دهد که کادانزهایی که موتسارت و پدرش برای موومان‌های اول و سوم این اثر نوشته‌اند، بر کاغذهایی نوشته شده که در سال‌های ۱۷۷۵ تا ۱۷۷۷ استفاده می‌شده‌است. منابع دیگری نیز مانند دو کتابِ Mozart: Studies of the Autograph Scores و The Concerto: A Research and Information Guide نوشتهٔ لیندمن تاریخ اتمام آن را به سال ۱۷۷۹ نسبت می‌دهند. این باور وجود دارد که موتسارت قطعه را برای اجرای خود و خواهرش ماریا آنا موتسارت (نانِرل) نوشته‌است. چند سال بعد از تصنیف این قطعه نیز او آن را با یکی از شاگردانش به نام یوزِفا باربارا فون آوئرنهامِر اجرا کرد.

## سبک و عناصر
کنسرتو ابتدا برای دو پیانو، ۲ ابوا، ۲ فاگوت، ۲ هورن و سازهای زهی نوشته شده بود ولی بعدها موتزارت به پارتیتور قطعه ۲ کلارینت، ۲ ترومپت و تیمپانی را نیز اضافه کرد. ۳ موومان آن عبارتند از:
آلگرو ۴/۴

آندانته (سی بمل ماژور) ۳/۴

روندو آلگرو ۲/۴
آغاز کنسرتو به مانند دیگر کنسرتوهای موتزارت است، اما بعد از ورود سولیست‌ها، بیشترِ قطعه شامل دیالوگ بین ۲ پیانو است و ارکستر در پس‌زمینه قرار می‌گیرد. موومان دوم نیز چنین حالتی دارد. فینال، یک روندوی ریتمیک است و تم آغازین آن در طولِ موومان نیز شنیده می‌شود.

## ضبط‌ها و اجراها
از جمله مشهورترین اجراهای این قطعه، اجرای سال ۱۹۶۶ توسط آشکنازی و بارنبویم و ارکستر مجلسی لندن می‌باشد. این اجرا به قدری حیرت‌آور بود که موضوع مستند "Double Concerto" اثر کریستوفر نوپن قرار گرفت. او در این مستند ملاقات دو پیانیست بزرگ در لندن، نحوهٔ تمرین و آماده‌سازی هر یک و همچنین ارکستر را به نمایش می‌کشد. سپس اجرای کامل را نیز در بر می‌گیرد.